# Fårösundsleden

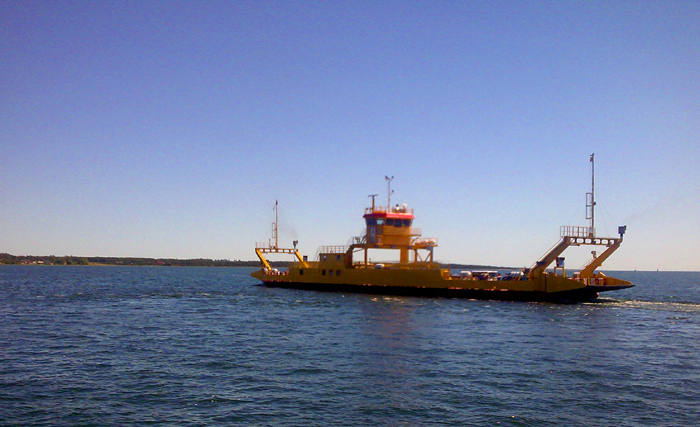
Fåröfärjorna Bodilla och Kajsa-Stina trafikerar sundet.

Fårösundsleden är Fårös förbindelse med omvärlden och går över Fårösund. Leden trafikeras av en färja som går mellan den gotländska fastlandshamnen Fårösund och färjeläget Broa på Fårö. Sträckan är cirka 1,5 kilometer lång och är flitigt använd under turistsäsongen då det ofta uppstår köer på bägge sidor om färjeleden. Permanentboende på Fårö har förtur till färjan. Under högsäsong kör de tre färjorna så ofta de hinner.

## Färjeledens framtid
1996 hölls en lokal folkomröstning om huruvida färjeleden skulle ersättas med en bro. Bakgrunden var att Vägverket ville spara pengar på att underhålla en färjeled som är underdimensionerad på sommarhalvåret samt slippa ökade kostnader för färjepersonal och nya färjor. Gensvaret från lokalinvånarna på bägge sidor Fårösund blev nej till en bro med 76 % mot en bro, 21 % för och 3 % blankröster. Denna rådgivande omröstning i kombination med skakiga samhällsekonomiska kalkyler kring vinsterna av en eventuell bro gjorde att planerna hamnade på hyllorna. År 2011-2012 genomförde dock Trafikverket en ny utredning kring en bro, eftersom ökade underhållskostnader för färjeleden i kombination med stora fria markreserver som finns att tillgå sedan KA 3 i Fårösund lagts ned gjort en ny utredning intressant. Leden trafikerades i  2024 av Bodilla och reservfärjan Kajsa-Stina, uppkallad efter en kvinna som rodde folk till och från ön. Under sommaren går även M/S Vivi på Fårösundsleden.

## Färjorna
Överfartstiden tar ungefär 6-8 minuter. Under sommaren går färjorna en gång i halvtimmen på morgonen och kvällen, och en gång i kvarten under dagen. Under vintern går den alltid en gång i halvtimmen. På färjan Kajsa-Stina får det plats ungefär 298 passagerare och cirka 50 personbilar, och på färjan Bodilla får det plats 298 passagerare och 40 personbilar.

### Historia
När leden började trafikeras på ett organiserat plan är oklart, men uppgifter finns om att en fårösundskvinna vid namn Kajsa-Stina, vilken senare fick ge namn till en av de färjor som trafikerar leden idag, rodde och seglade passagerare över sundet under slutet av 1800-talet. Ledens första motorfärja kom på 1910-talet, men första färjan med plats för fordon kom 1921. År 1937 blev leden statlig och därmed avgiftsfri.